# Batu (13)
Batu (13) is een bestuurslaag in het regentschap Serdang Bedagai van de provincie Noord-Sumatra, Indonesië. Batu (13) telt 637 inwoners (volkstelling 2010).